# Jeffery Xiong
Jeffery Xiong est un joueur d'échecs américain né le 30 octobre 2000 à Plano (Texas). Jeune prodige des échecs, il a obtenu le titre de grand maître international en septembre 2015 (à moins de quinze ans). Il fut champion du monde junior en 2016 et quart-de-finaliste de la Coupe du monde d'échecs 2019.
Au 1er janvier 2020, il est le cinquième joueur américain, le trente-troisième mondial avec un classement Elo de 2 712 points.

## Palmarès
Jeffery Xiong a remporté l'open de Chicago en mai 2015 et le tournoi sur invitation de Saint-Louis en juillet 2015, avec à chaque fois 7 points sur 9.
En août 2016, à Bhubaneswar, en Inde, il remporte le championnat du monde d'échecs junior (joueurs de moins de vingt ans) à quinze ans devant le Russe Vladislav Artemiev et l'Indien Sunilduth Lyna Narayanan. Ce résultat le qualifie pour la Coupe du monde d'échecs 2017 à Tbilissi où il est éliminé au premier tour par Aleksandr Motyliov.
Il a remporté le tournoi classique de printemps de Saint-Louis deux fois de suite, à chaque fois sans perdre une partie : en 2018 (avec 6,5 points sur 9, +4 =5) et 2019 (avec 6 points sur 9, +3 =6).
Xiong participa à la Coupe du monde d'échecs 2019 à Khanty-Mansiïsk. Il battit au  premier tour le Russe Igor Lyssy, au deuxième tour l'Iranien Amin Tabatabaei, au troisième tour le numéro deux du tournoi Anish Giri et au quatrième tour (huitième de finale) le Polonais Jan-Krzysztof Duda. Lors du quart de finale, il fut battu par l'Azerbaïdjanais Teimour Radjabov, futur vainqueur de la coupe du monde. Le mois suivant, en octobre 2019, Xiong finit à la 14e place ex æquo (32e au départage) de l'Open Grand Suisse FIDE chess.com à l'Île de Man.